# Signs of Life (álbum de Poets of the Fall)
| Críticas profissionais | Críticas profissionais |
| Avaliações da crítica  | Avaliações da crítica  |
| Fonte                  | Avaliação              |
| ---------------------- | ---------------------- |
| Glory-Daze.com         | [ 2 ]                  |

|-
Signs Of Life é o primeiro álbum da banda de rock finlandesa Poets of the Fall.
O álbum foi lançado em 2005, e traz canções de sucesso como Late Goodbye e Lift.

## Faixas
Todas as faixas escritas e compostas por Markus Kaarlonen, Marko Saaresto e Olli Tukiainen. 
| N.º            | Título               | Duração |  |
| 1.             | "Lift"               | 5:11    |  |
| 2.             | "Overboard"          | 4:43    |  |
| 3.             | "Late Goodbye"       | 3:46    |  |
| 4.             | "Don't Mess with Me" | 3:58    |  |
| 5.             | "3 AM"               | 4:21    |  |
| 6.             | "Stay"               | 3:33    |  |
| 7.             | "Seek You Out"       | 3:46    |  |
| 8.             | "Shallow"            | 4:23    |  |
| 9.             | "Everything Fades"   | 3:08    |  |
| 10.            | "Someone Special"    | 4:18    |  |
| 11.            | "Illusion & Dream"   | 5:26    |  |
| 12.            | "Sleep"              | 4:59    |  |
| Duração total: | Duração total:       | 51:35   |  |

## Datas de Lançamento
| País             | Data de Lançamento | OBS                   |
| ---------------- | ------------------ | --------------------- |
| Finlândia        | 19 January 2005    |                       |
| Dinamarca        | agosto de 2005     |                       |
| Noruega          | agosto de 2005     |                       |
| Suécia           | agosto de 2005     |                       |
| iTunes Mundial   | 12 April 2008      |                       |
| Official webshop | 19 January 2011    | Limited Edition vinyl |

## Singles
| Single       | Data de Lançamento    | Posição   |
| Single       | Finlândia             | Finlândia |
| ------------ | --------------------- | --------- |
| Late Goodbye | 30 de Junho de 2004   | 14        |
| Lift*        | 9 de Setembro de 2004 | 8         |

("Illusion & Dream" e "Stay" também foram singles promocionais, mas que apenas tocaram em rádios (não foram vendidos)

## Desempenho nas Paradas Musicais e Certificações
| País      | Certificadora | Posição | Certificações | Vendas  |
| --------- | ------------- | ------- | ------------- | ------- |
| Finlândia | IFPI FIN      | #1      | platina       | 15.000+ |

## Prêmios e Indicações
| Ano  | Prêmio     | Indicação                    | Ranking  | Ref.   |
| ---- | ---------- | ---------------------------- | -------- | ------ |
| 2005 | Radio City | Album of the year            | Indicado | [ 14 ] |
| 2006 | Emma Award | Best Debut Album of the year | Venceu   | [ 15 ] |